# 盛和路街道
盛和路街道，是中华人民共和国河北省邯郸市邯山区下辖的一个街道办事处。
2013年，河北省民政厅批复同意将马庄乡所辖的惠文、兴和2个居民委员会从马庄乡划出，将浴新南街道办事处所辖的景和、金和、美和、碧水湾、盛和、蓝天城6个居民委员会从浴新街道办事处划出，设立盛和路街道办事处。盛和路街道办事处驻盛和路1号。

## 行政区划
盛和路街道下辖以下地区：
盛和路社区、景和社区、金和社区、美和社区、碧水湾社区、蓝天城社区、惠文社区和兴和社区。